# ياسوهيرو ياماكوشي
ياسوهيرو ياماكوشي (باليابانية: 山腰泰博؛ بالكانا: ヤマコシ ヤスヒロ) هو لاعب كرة قدم ياباني في مركز الهجوم، ولد في 16 سبتمبر 1985 في أوتا في اليابان. لعب مع نادي ألبيريكس نيغاتا.

## وصلات خارجية
- ياسوهيرو ياماكوشي على موقع قاعدة بيانات كرة القدم.إي يو (الإنجليزية)
- ياسوهيرو ياماكوشي على موقع Soccerway.com (الإنجليزية)